# Коксаки (Њујорк)
Коксаки (енгл. Coxsackie) град је у америчкој савезној држави Њујорк.

## Демографија
По попису из 2010. године број становника је 2.813, што је 82 (-2,8%) становника мање него 2000. године.
| Група             | 2000.         | 2010.         |
| Белци             | 2.716 (93,8%) | 2.540 (90,3%) |
| Афроамериканци    | 66 (2,3%)     | 73 (2,6%)     |
| Азијати           | 14 (0,5%)     | 24 (0,9%)     |
| Хиспаноамериканци | 75 (2,6%)     | 127 (4,5%)    |
| Укупно            | 2.895         | 2.813         |